# Catherine David (écrivain)
Pour les articles homonymes, voir Catherine David et David.
 (septembre 2019).
Si vous disposez d'ouvrages ou d'articles de référence ou si vous connaissez des sites web de qualité traitant du thème abordé ici, merci de compléter l'article en donnant les références utiles à sa vérifiabilité et en les liant à la section « Notes et références ».
Catherine Gradwohl, dite Catherine David, née le 2 décembre 1949 à Boulogne-Billancourt et morte le 2 janvier 2023 dans le 14e arrondissement de Paris, est une romancière, essayiste, critique littéraire et pianiste amateur franco-américaine.

## Biographie

### Famille et formation
Issue d'une famille juive alsacienne par son père et américaine et catholique par sa mère, Catherine Gradwohl naît le 2 décembre 1949 à Boulogne-Billancourt. Elle étudie d'abord à l'école Jean-Cavaillès, puis au lycée de Sèvres. Elle passe ensuite un an dans une université américaine (Swarthmore College). Elle est diplômée de l'Institut d'études politiques de Paris et titulaire d'une licence en histoire de l'université Paris-Panthéon-Sorbonne.
Elle vécut à Montmartre et partagea son temps entre le journalisme, la littérature et la musique.
Catherine David a deux enfants :
- Raphaël Enthoven, né en 1975, enseignant de philosophie, animateur de radio et de télévision ; de son mariage avec Jean-Paul Enthoven[3]
- Judith Beller, née en 1980[4], de son union avec le médecin psychanalyste Isi Beller, à l'origine de la sémiophonie.

Elle meurt à l'âge de 73 ans le 2 janvier 2023 dans le 14e arrondissement de Paris, des suites d'une maladie, et est inhumée au cimetière de Montmartre (division 22).

### Carrière
Après un passage dans l'édition (Gallimard, Jean-Jacques Pauvert), elle se dirige vers la critique littéraire et le journalisme au Nouvel Observateur dans les domaines culturel et scientifique — littérature, histoire, philosophie, psychanalyse, sciences humaines, histoire des sciences, préhistoire, astrophysique.

## Œuvres
- 1983 : L'Océan miniature, roman, Paris, Le Seuil - Prix Contrepoint 1984.
- 1990 : Simone Signoret ou la mémoire partagée, essai biographique, Paris, Robert Laffont
- 1994 : La Beauté du geste, essai sur le piano et le tai-chi-chuan, Paris, Calmann-Lévy, réédition par Babel en 2006
- 1995 : Passage de l'Ange, roman, Paris, Calmann-Lévy
- 2001 : L'Homme qui savait tout, le roman de Pic de la Mirandole, roman, Paris, Le Seuil
- 2003 : Clandestine, récit, Paris, Le Seuil
- 2006 : Crescendo, avis aux amateurs, Arles, Actes Sud, coll. « Un endroit où aller »
- 2010 : Les Violons sur le moi : pourquoi la célébrité nous fascine, dessins de Sempé, essai, Paris, Denoël
- 2017 : Lettre ouverte à ma main gauche et autres essais sur la musique, Arles, Actes Sud

### En collaboration
- 1996 : L'Occident en quête de sens, anthologie, préface de Jean Daniel, Paris, Maisonneuve et Larose
- 1998 : Little Bang : le roman des commencements, avec Jean-Philippe de Tonnac, roman, Paris, Nil Éditions
- 1998 : Égyptes, anthologie de l'ancien Empire à nos jours, anthologie, Paris, Maisonneuve et Larose
- 1998 : Entretiens sur la fin des temps, conversations avec Stephen Jay Gould, Jean Delumeau, Jean-Claude Carrière et Umberto Eco, Paris, Fayard
- 2000 : Sommes-nous seuls dans l'Univers ?, conversations avec Jean Heidmann, Alfred Vidal-Madjar, Nicolas Prantzos et Hubert Reeves, Paris, Fayard
- 2003 : Sous le regard des dieux, entretiens avec Christiane Desroches Noblecourt, Paris, Albin Michel